# Mojca Suhadolc
Mojca Suhadolc (* 7. Januar 1975 in Ljubljana) ist eine ehemalige slowenische Skirennläuferin. Sie startete hauptsächlich in den Disziplinen Abfahrt, Super-G und Riesenslalom.

## Biografie
Suhadolc feierte ihren ersten großen Erfolg bei den Junioren-Weltmeisterschaften 1992 in Maribor mit der Silbermedaille in der Kombination.
Im Weltcup erreichte sie ihren ersten Podestplatz am 7. Dezember 1995 mit Platz drei beim Super-G in Val-d’Isère, tags darauf wurde sie im Riesenslalom Zweite hinter Martina Ertl. Am 28. November 1999 gewann sie mit Startnummer 1 ihr erstes und einziges Weltcuprennen, den Super-G in Lake Louise. Dazu folgten dritte Plätze in der Abfahrt und im Super-G in der Saison 1999/2000. In dieser Saison wurde sie Dritte im Super-G-Weltcup.
Suhadolc nahm an sechs Weltmeisterschaften und zwei Olympischen Winterspielen teil, konnte aber nie eine Medaille gewinnen. Ihre besten Platzierungen waren Rang neun im Riesenslalom bei den Weltmeisterschaften 1993 in Morioka und Rang sieben in der Abfahrt bei den Weltmeisterschaften 2001 in St. Anton. Nach den Weltmeisterschaften 2005 in Bormio beendete sie ihre Karriere als aktive Skirennläuferin.

## Erfolge

### Olympische Spiele
- Nagano 1998: 24. Super-G
- Salt Lake City 2002: 21. Super-G, 28. Abfahrt

### Weltmeisterschaften
- Morioka 1993: 9. Riesenslalom, 18. Super-G, 22. Abfahrt
- Sierra Nevada 1996: 15. Riesenslalom, 22. Super-G, 23. Abfahrt
- Vail 1999: 21. Abfahrt, 21. Super-G
- St. Anton 2001: 7. Abfahrt, 18. Riesenslalom, 23. Super-G
- Bormio 2005: 29. Super-G

### Juniorenweltmeisterschaften
- Maribor 1992: 2. Kombination, 8. Riesenslalom, 9. Abfahrt, 10. Slalom, 18. Super-G
- Monte Campione/Colere 1993: 7. Slalom, 10. Super-G

### Weltcup
- 3. Platz im Super-G-Weltcup 1999/2000
- 5 Podestplätze, davon 1 Sieg:

| Datum             | Ort         | Land   | Disziplin |
| ----------------- | ----------- | ------ | --------- |
| 28. November 1999 | Lake Louise | Kanada | Super-G   |

### Weitere Erfolge
- Slowenische Meisterin in der Abfahrt 1993, 1995 und 2000
- Slowenische Meisterin im Super-G 1993, 1995 und 1997
- 3 Siege im South American Cup seit 1995 (2× Abfahrt, 1× Riesenslalom)
- 6 Siege in FIS-Rennen seit 1995 (4× Riesenslalom, 1× Abfahrt, 1× Super-G)